# Silver Lake (Kansas)
Silver Lake es una ciudad ubicada en el  condado de Shawnee en el estado estadounidense de Kansas. En el año 2010 tenía una población de 1439 habitantes y una densidad poblacional de 959,33 personas por km².

## Geografía
Silver Lake se encuentra ubicada en las coordenadas 39°6′9″N 95°51′33″O / 39.10250, -95.85917 (39.102431, -95.859047).

## Demografía
Según la Oficina del Censo en 2000 los ingresos medios por hogar en la localidad eran de $52,788 y los ingresos medios por familia eran $59,875. Los hombres tenían unos ingresos medios de $40,847 frente a los $28,438 para las mujeres. La renta per cápita para la localidad era de $20,290. Alrededor del 4.2% de la población estaban por debajo del umbral de pobreza.